# Walentina Stepanowna Grisodubowa

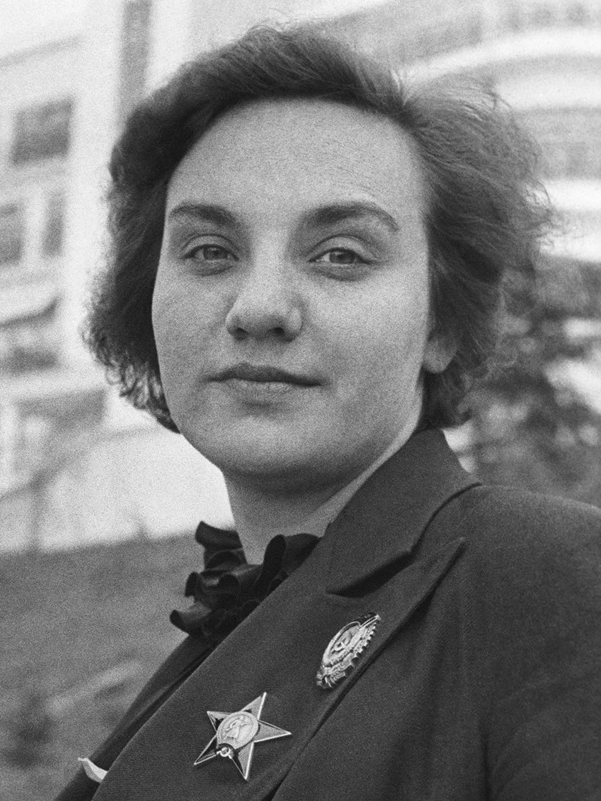
Walentina Stepanowna Grisodubowa

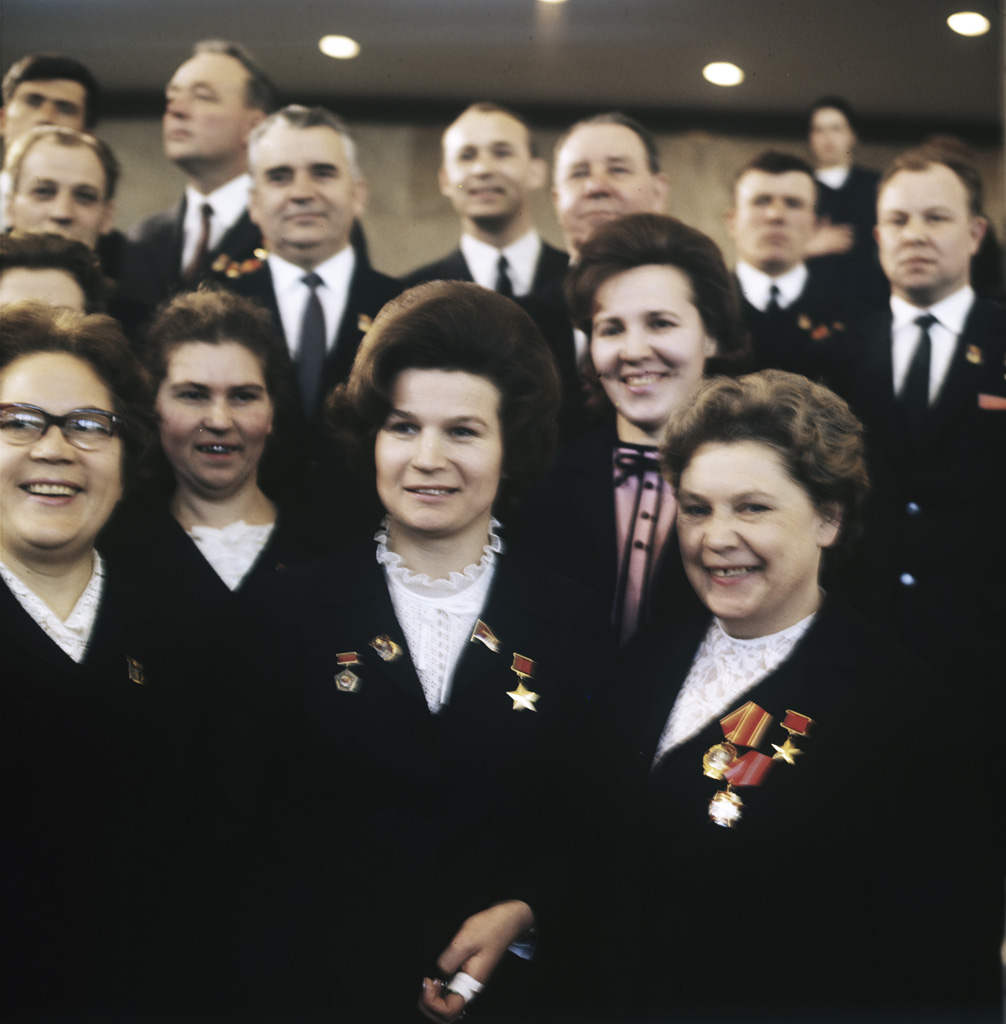
Grisodubowa rechts neben Walentina Tereschkowa (1971)

Walentina Stepanowna Grisodubowa (russisch Валентина Степановна Гризодубова, wiss. Transliteration Valentina Stepanovna Grizodubova; * 27. Apriljul. / 10. Mai 1909greg. in Charkow, Russisches Reich (heute Ukraine); † 28. April 1993 in Moskau) war eine sowjetische Fliegerin und Offizierin (Oberst). Ihr Vater war der Flugzeugkonstrukteur und Erfinder Stepan Wassiljewitsch Grisodubow.

## Leben
Nach Abschluss der Mittelschule begann Grisodubowa ein Klavierstudium am Charkiwer Konservatorium und gleichzeitig ein Studium am Technologischen Institut Charkiw. 1927 trat sie in den Fliegerclub Pensa ein und beendete 1929 ihre Pilotenausbildung. Anschließend arbeitete sie für mehrere Jahre an der Fliegerschule in Tula als Instrukteur. 1936 trat sie der sowjetischen Armee bei und arbeitete dort als Fluglehrerin. Nebenbei war sie in der Propagandastaffel „Maxim Gorki“ tätig, wo sie die U-2 „Robotnika“ flog.
1937 stellte sie ihren ersten Frauenweltrekord zusammen mit Marina Raskowa als Navigatorin auf. Die beiden Frauen absolvierten mit einem Jakowlew-Sportflugzeug einen Nonstopflug über 1443 Kilometer von Moskau nach Aktjubinsk. Im Oktober selben Jahres folgte ein Höhenrekord von 3267 Metern mit einer UT-1. Am 2. Juli 1938 flog sie zusammen mit Wera Lomako, Polina Ossipenko und Marina Raskowa mit einem MP-1-Flugboot von Sewastopol nach Archangelsk.
Am 24./25. September 1938 errang Walentina Grisodubowa als Kommandantin mit einer ANT-37 „Rodina“ zusammen mit Marina Raskowa und Polina Ossipenko einen Streckenweltrekord auf einer Geraden von 5908,610 km auf der Strecke Moskau – Ochotskisches Meer. Das Flugzeug befand sich dabei 26½ Stunden in der Luft. Dafür wurde den drei Fliegerinnen am 2. November 1938 als ersten Frauen in der sowjetischen Geschichte der Titel Held der Sowjetunion verliehen.
1941 trat sie der KPdSU bei und tätigte bei Kriegsbeginn in einer z. b. V.-Transporteinheit Flüge zur Versorgung von Partisanen ins feindliche Hinterland. Im März 1942 wurde sie Kommandeurin einer Bombenfliegerstaffel, wobei sie selbst an über 200 Feindflügen teilnahm. 1943 wurde sie zunächst von der Front zurückgezogen und kommandierte das 101. Transportfliegerregiment. Nach 1946 betätigte sie sich in der zivilen Luftfahrt und arbeitete am NII Nummer 17. Als Testpilotin überprüfte sie Radargeräte, die an diesem Institut entwickelt wurden. Von 1963 bis 1972 war sie Leiterin des NII-17, ab 1972 stellvertretende Leiterin des NII für Avionik und Flugzeugausrüstung in Moskau.
Sie erhielt weitere Orden, wie etwa am 6. Januar 1986 den Leninorden. Während der 1. Legislaturperiode war sie Deputierte des Obersten Sowjets. Während ihrer aktiven Pilotenlaufbahn absolvierte sie insgesamt 18.000 Flugstunden.

## Schreibweisen
Die ukrainische Schreibweise des Namens ist Walentyna Stepaniwna Hrysodubowa (Валентина Степанівна Гризодубова).